# Oxfam Intermón
Oxfam Intermón, anteriorment Intermón, és una Organització no governamental de cooperació al desenvolupament (ONGD) espanyola, afiliada a la confederació Oxfam, que engloba a un total de 21 organitzacions que treballen conjuntament a quasi 80 països. El seu principal òrgan de direcció a Espanya és un patronat amb persones independents procedents de la societat civil, l'acadèmia, el món empresarial i altres entitats.
A pesar que cadascuna d'aquestes 21 organitzacions manté la seva pròpia identitat i independència, comparteixen els mateixos principis i treballen conjuntament per combatre la pobresa i la desigualtat en el món. La seva unió els permet impulsar estratègies de lluita contra la pobresa i les seves causes i campanyes internacionals de gran abast, i els proporciona una gran capacitat de resposta davant les grans emergències humanitàries. Oxfam Intermón és la representació espanyola d'Oxfam Internacional des de 1997.
Des d'aquesta data es denomina Intermón Oxfam (ara Oxfam Intermón) i participa en diverses iniciatives contra la Guerra d'Iraq de 2004 i la Cimera del Mil·lenni, entre molts altres. Oxfam Internacional és un referent en l'àmbit internacional. És el grup independent més gran d'ONG de desenvolupament del món. Al seu torn, Oxfam és membre de l'ONG europea Finance Watch.
En el seu origen, la fundació Oxfam Intermon va ser creada l'11 d'agost de 1956 com a Secretariat de Missions i Propaganda de la Companyia de Jesús, per ajudar les missions a Bolívia, el Paraguai i l'Índia. El pare Enric Rifà en fou el primer encarregat.
Al principi els projectes d'ajuda eren de caràcter religiós i assistencialista; però el 1964 la institució fa un canvi d'orientació, amb un clar enfocament de denúncia i defensa de la justícia. Es prioritza la tasca del suport econòmic i social a la població beneficiària. Des del 1972 començaren a impulsar la tasca a l'Àfrica (Operació SOS Sahel el 1973); i el 1982 adoptà el nom d'Intermón, i Lluís Magriñà en serà el cap. A la dècada dels 1970 adopta un caràcter totalment laic i independent, i treballa activament per generar transformacions socials tant als països del nord com en els del sud. Ignasi Carreras en serà el cap des del 1995 i farà que la fundació participi en tots els fòrums sobre el Tercer Món i el desenvolupament econòmic local. El 1996 va rebre la Creu de Sant Jordi, en reconeixement de la seva tasca

## Història
Intermón va néixer l'11 d'agost de 1956 a Barcelona, com a Secretariat de Missions i Propaganda de la Companyia de Jesús, destinada a ajudar les missions a Bolívia, Paraguai i l'Índia. Amb caràcter religiós i assistencial en principi, durant la dècada de 1960 va adquirir un clar enfocament de denúncia i defensa de la justícia. A partir de la dècada de 1970, adquirí un caràcter laic i independent, i treballà activament per generar transformacions socials tant als països del Nord com als del Sud.
El 1997, Intermón va decidir incorporar-se a Oxfam, fundació que agrupa 21 organitzacions i que treballen plegades en prop de 80 països al món. Oxfam és un referent en l'àmbit internacional, ja que és el grup independent d'ONG de desenvolupament més gran del món.
Actualment, Oxfam Intermón treballa a l'Àfrica, Amèrica i Àsia a través dels àmbits de l'ajuda al desenvolupament, l'acció humanitària, les campanyes d'incidència política i mobilització social, i el comerç just.
Oxfam Intermón és una fundació i està regida per un patronat; compta amb set seus —ubicades a les ciutats de Barcelona (seu central), València, Saragossa, Bilbao, Madrid, La Corunya i Sevilla—, 39 comitès i 30 botigues de comerç just.

## Actuació
Oxfam Intermón va néixer amb la missió de donar resposta a la fam, però ja en els seus inicis es va adonar que no podia centrar-se en només un dels símptomes o causes de la pobresa. La pobresa és àmplia i complexa i afecta a tothom. Oxfam Intermón ha madurat, i continua fent-ho, com una organització que percep els vincles entre les moltes causes subjacents de la pobresa i les aborda mitjançant una combinació de coneixements pràctics i especialitzats, exhaustives anàlisis i una persuasiva incidència política. Actualment, treballa a quasi 80 països en projectes de cooperació per al desenvolupament, acció humanitària, campanyes de mobilització social, desigualtats socioeconòmiques i comerç just.
Oxfam Intermón treballa en quatre àmbits: la cooperació per al desenvolupament, l'acció humanitària, el comerç just i la sensibilització a través de campanyes.